# Égliseneuve-d'Entraigues
Égliseneuve-d'Entraigues è un comune francese di 480 abitanti situato nel dipartimento del Puy-de-Dôme nella regione dell'Alvernia-Rodano-Alpi.

## Società

### Evoluzione demografica
Abitanti censiti